# Akiba's Beat
Akiba's Beat es un videojuego de rol de acción para las consolas de videojuegos PlayStation Vita y PlayStation 4. Es la tercera entrada de la serie Akiba, después de Akiba's Trip, exclusivo para Japón, para PlayStation Portable y el lanzamiento mundial Akiba's Trip: Undead & Undressed, aunque es la primera entrada que se juega como un JRPG. El juego fue lanzado el 15 de diciembre de 2016 en Japón, el 16 de mayo de 2017 en Norteamérica y el 19 de mayo en Europa, publicado por Marvelous USA y PQube.

## Jugabilidad
El juego se considera una continuación de los dos juegos de Akiba's Trip, pero no comparte ninguna de sus mecánicas de juego, sino que se centra más en características y estructuras relacionadas con JRPG. El juego se desarrolla como un juego de rol de acción, con batallas iniciadas una vez que el jugador mueve el personaje jugable hacia un personaje enemigo, enviando a los personajes involucrados a una pantalla de batalla separada.

## Historia
El juego se desarrolla en Akihabara y está protagonizado por el protagonista y NEET Asahi Tachibana, que vive una vida normal después de decidir abandonar la universidad. La estudiante transferida, Saki Hoshino, se mudó recientemente a la zona y se encuentra con Asahi. Otros personajes principales incluyen al ídolo japonés Riyu Momose y al jovencísimo Yamato Hongo. El juego implica que el grupo quede atrapado en un mundo de delirios, en un ciclo que se repite durante todo el día un domingo. El grupo también se topa constantemente con un hombre extraño e inidentificable con una banda rosa, que siempre parece estar presente cuando ocurren incidentes inexplicables.

## Desarrollo
El juego se anunció por primera vez el 30 de mayo de 2016, como el primer videojuego de rol de acción del desarrollador Acquire. La información sobre el título, como que es un juego para PlayStation Vita y PlayStation 4, se reveló por primera vez en una edición de Famitsu. El juego estaba completo en un 75% en el momento del anuncio. El 7 de junio de 2016, Xseed Games anunció que lanzarían el juego en inglés en ambas plataformas.El juego es el segundo de tres juegos de Akiba que se traducirán al inglés; El Akiba's Trip original para PlayStation Portable nunca fue traducido ni lanzado en inglés, pero el segundo juego, Akiba's Trip: Undead and Undressed, fue traducido y publicado por Xseed Games. Se anunció que la historia del juego tenía un tema más serio que los dos juegos anteriores de la serie. A pesar de esto, al igual que en los juegos anteriores, seguirá teniendo lugar en una recreación realista de Akihabara en Japón, junto con áreas de mazmorras surrealistas más parecidas a juegos como Persona 3. El personal clave del juego incluye al director Kohta Takano de Divine Gate, diseños de personajes de UCMM y un tema musical titulado "Again", cantado por ClariS. El 27 de octubre de 2016, PQube confirmó un lanzamiento europeo.
El lanzamiento del juego estaba originalmente programado para Japón durante el otoño de 2016, pero luego se retrasó hasta el invierno de ese año, antes de que el lanzamiento se redujera a diciembre. La versión de PlayStation 4 se lanzó el 16 de diciembre de 2016, y el lanzamiento de PlayStation Vita se retrasó hasta el 16 de marzo de 2017. Las versiones de PS4 y PS Vita se lanzaron en PSN digitalmente y al por menor el 16 de mayo de 2017.

## Recepción
Tras el lanzamiento de la versión para PlayStation 4, el juego no logró entrar en el Top 20 semanal de Media Create.  En el Top 30 de Famitsu, Akiba's Beat se ubicó como el 26.º más vendido de esa ventana de seguimiento con 5248 unidades vendidas, para una venta total del 20-40%. Esta cifra fue aproximadamente una décima parte de lo que Akiba's Trip: Undead &amp; Undressed vendió en un período de tiempo similar en PlayStation Vita y PlayStation 3 en 2013. El crítico de la revista le dio a la versión del juego para PlayStation 4 un 27/40.
El lanzamiento occidental recibió críticas mixtas a negativas, y Cory Arnold de Destructoid le otorgó al juego 3.5 (sobre 10) citando "Si Akiba's Trip es el deportista sin camisa que derriba la puerta de una patada con cervezas en la mano, Akiba's Beat es el tímido bebedor de cócteles parado en la esquina con una mano en el bolsillo. Técnicamente funcional, pero espiritualmente muerto".